# باد كولير
باد كولير (بالإنجليزية: John L. E. Collier)‏ هو سياسي أمريكي، ولد في 6 سبتمبر 1904 في ويتومبكا في الولايات المتحدة، وتوفي في 2 أكتوبر 1996 في مونتغومري في الولايات المتحدة.